# Henk Nienhuis
Hendrik Evert (Henk) Nienhuis (Nieuw-Buinen, 11 augustus 1941 – Veendam, 18 februari 2017) was een Nederlands profvoetballer en voetbaltrainer.
Nienhuis kwam als middenvelder in de zomer van 1963 over van VV Nieuw Buinen naar SC Veendam. Hij werd hierdoor ploeggenoot van Frans de Munck. Hij maakte op 25 augustus 1963 zijn debuut in de uitwedstrijd tegen Excelsior en maakte op Stadion Woudestein zijn eerste doelpunt in het betaald voetbal. Nienhuis zou van 1963 tot 1973 bij de club uit de Veenkoloniën voetballen. Een week voor hij zou uitkomen voor Jong Oranje liep hij een ernstige blessure op, waardoor hij een jaar moest revalideren.
Na zijn actieve carrière werd hij trainer van zijn oude club Nieuw Buinen en later assistent-trainer van FC Groningen onder Theo Verlangen. In 1984 werd Nienhuis hoofdtrainer van SC Veendam. In 1986 en 1988 leidde hij de club naar promotie naar de Eredivisie. Beide keren duurde het verblijf op het hoogste niveau maar één seizoen. Ook in het seizoen 1993/1994 was hij in Veendam hoofdtrainer.
In de jaren negentig was hij (technisch) directeur van SC Veendam en ook van FC Groningen. Voor zijn verdiensten voor de voetbalsport werd hij in 2000 benoemd tot Ridder in de Orde van Oranje-Nassau. Op Sportpark De Langeleegte stond tot aan het faillissement van SC Veendam een borstbeeld van Nienhuis, die vanwege zijn markante persoonlijkheid de bijnaam "Mister Veendam" kreeg.
Henk Nienhuis was ook zaakwaarnemer van Bas Dost. Hij overleed in februari 2017 na een lang ziekbed op 75-jarige leeftijd.
De gemeente Veendam heeft in januari 2018 besloten dat Sportpark De Langeleegte in 2019 omgedoopt werd tot het Henk Nienhuis Stadion. De nieuwe naam van het stadion werd in november 2021 onthuld.

## Carrièrestatistieken
| Seizoen         | Club            | Land            | Competitie       | Competitie | Competitie | Beker | Beker | Overig | Overig | Totaal | Totaal |
| Seizoen         | Club            | Land            | Competitie       | Wed.       | Dlp.       | Wed.  | Dlp.  | Wed.   | Dlp.   | Wed.   | Dlp.   |
| --------------- | --------------- | --------------- | ---------------- | ---------- | ---------- | ----- | ----- | ------ | ------ | ------ | ------ |
| 1963/64         | Veendam         | Nederland       | Eerste divisie   | 30         | 3          | 4     | 0     | –      | –      | 34     | 3      |
| 1964/65         | Veendam         | Nederland       | Eerste divisie   | 13         | 5          | 1     | 0     | –      | –      | 14     | 5      |
| 1965/66         | Veendam         | Nederland       | Tweede divisie A | 3          | 0          | 0     | 0     | –      | –      | 3      | 0      |
| 1966/67         | Veendam         | Nederland       | Tweede divisie   | 37         | 4          | –     | –     | 0      | 0      | 37     | 4      |
| 1967/68         | Veendam         | Nederland       | Tweede divisie   | 36         | 6          | 5     | 0     | 2      | 0      | 43     | 6      |
| 1968/69         | Veendam         | Nederland       | Eerste divisie   | 34         | 3          | 1     | 0     | –      | –      | 35     | 3      |
| 1969/70         | Veendam         | Nederland       | Eerste divisie   | 34         | 0          | 1     | 0     | –      | –      | 35     | 0      |
| 1970/71         | Veendam         | Nederland       | Eerste divisie   | 30         | 0          | 1     | 0     | –      | –      | 31     | 0      |
| 1971/72         | Veendam         | Nederland       | Eerste divisie   | 39         | 1          | 1     | 0     | –      | –      | 40     | 1      |
| 1972/73         | Veendam         | Nederland       | Eerste divisie   | 27         | 0          | 2     | 0     | –      | –      | 29     | 0      |
| Carrière totaal | Carrière totaal | Carrière totaal | Carrière totaal  | 283        | 22         | 16    | 0     | 2      | 0      | 301    | 22     |